# Abakar Djermah Aumi
Abakar Djermah Aumi,, né le 29 mars 1976 à N'Djaména, est un judoka tchadien. Il est ceinture noire 5e dan, maitre, sélectionneur national. Il a été le Ministre de la jeunesse et des sports du gouvernement du Premier Ministre, Allamaye Halina. 

## Biographie
Abakar Djermah nait le 29 mars 1976, il commence sa carrière, en 1997 lors qu'il est un bachelier. En 1999, il obtient son brevet de technicien supérieur en gestion et comptabilité et par la même année est élu secrétaire général de la Ligue de judo pour la ville de N’Djamena. En 2006, il est devenu président de la Fédération tchadienne de judo. En 2017, Abakar Djermah Aumi est à la présidence du Comité olympique et sportif tchadien (COST). En 2021, il est élu président de l’Association francophone des comités nationaux olympiques (AFCNO).
En 2024, il est nommé ministre de la Jeunesse et des Sports dans le nouveau gouvernement de la cinquième République d'Allamaye Halina. Le 6 février 2025, Abakar Djermah Aumi est remplacé par Maidé Hamit Lony.